# Бруклін-Парк (Міннесота)
Бруклін-Парк (англ. Brooklyn Park) — місто (англ. city) в США, в окрузі Ганнепін штату Міннесота. Населення — 86 478 осіб (2020).

## Географія
Бруклін-Парк розташований за координатами 45°6′39″ пн. ш. 93°20′57″ зх. д. / 45.11083° пн. ш. 93.34917° зх. д. (45.110906, -93.349088).  За даними Бюро перепису населення США в 2010 році місто мало площу 68,82 км², з яких 67,53 км² — суходіл та 1,29 км² — водойми.

## Демографія
Згідно з переписом 2010 року, у місті мешкала 75 781 особа в 26 229 домогосподарствах у складі 18 763 родин. Густота населення становила 1101 особа/км².  Було 27841 помешкання (405/км²).
Расовий склад населення:
| - 52,2 % — білих - 24,4 % — чорних або афроамериканців - 15,4 % — азіатів - 0,5 % — корінних американців - 0,1 % — вихідців з тихоокеанських островів - 3,6 % — осіб інших рас |

До двох чи більше рас належало 3,7 %. Частка іспаномовних становила 6,4 % від усіх жителів.
За віковим діапазоном населення розподілялося таким чином: 29,0 % — особи молодші 18 років, 63,2 % — особи у віці 18—64 років, 7,8 % — особи у віці 65 років та старші. Медіана віку мешканця становила 32,5 року. На 100 осіб жіночої статі у місті припадало 95,8 чоловіків;  на 100 жінок у віці від 18 років та старших — 92,9 чоловіків також старших 18 років.
Середній дохід на одне домашнє господарство  становив 76 739 доларів США (медіана — 62 974), а середній дохід на одну сім'ю — 84 859 доларів (медіана — 74 012). Медіана доходів становила 45 751 долар для чоловіків та 41 736 доларів для жінок. За межею бідності перебувало 11,1 % осіб, у тому числі 15,9 % дітей у віці до 18 років та 6,7 % осіб у віці 65 років та старших.
Цивільне працевлаштоване населення становило 39 772 особи. Основні галузі зайнятості: освіта, охорона здоров'я та соціальна допомога — 24,4 %, виробництво — 18,2 %, науковці, спеціалісти, менеджери — 11,7 %, роздрібна торгівля — 10,3 %.